# Horst Weigang
Pour les articles homonymes, voir Weigang.
Horst Weigang, né le 30 septembre 1940 à Langenbielau, en province de Silésie, est un footballeur et entraîneur est-allemand.

## Biographie
En tant que gardien, Horst Weigang fut international est-allemand à 12 reprises (1962-1968) pour aucun but inscrit. 
Sa première sélection fut honorée à Berlin, le 18 novembre 1962, contre la Tchécoslovaquie (2-1).
Il participa aux Jeux olympiques de 1964, sous la bannière Équipe unifiée d'Allemagne. Il ne joua qu'un seul match sur les six, contre le Mexique. Il remporta la médaille de bronze.
Sa dernière sélection fut contre la Tchécoslovaquie, le 2 février 1968, se soldant par un match nul (2-2).
Formé au Lokomotive Leipzig dès 1951, il y joua joua jusqu'en 1961. Il joua ensuite une saison au Turbine Erfurt, puis revient au club. Pendant cinq saisons, il termina deuxième du championnat de RDA en 1967, remporta une International football cup en 1966 et fut finaliste de la Coupe de RDA en 1964. En 1965, il fut récompensé du titre de Footballeur est-allemand de l'année. En 1967, il joua dans le club du FC Rot-Weiss Erfurt. Il remporta une D2 est-allemande en 1972.
Après sa carrière de joueur, il intègre le staff du FC Rot-Weiss Erfurt, puis il dirigea des équipes amateurs (SC 1903 Weimar, FC Wartburgstadt Eisenach, SV Arnstadt Rudisleben, FSV Wacker 03 Gotha et Post Erfurt).
Il est le père de Birte Weigang, championne olympique en 1988 à Séoul (médaille d'or en natation (relais 4*100 mètres) et deux médailles d'argent sur 100 et 200 mètres papillon) et de Swen Weigang, footballeur ayant joué à Stahl Riesa et SV Blau-Weiß Berlin.

## Clubs

### En tant que joueur
- 1951-1961 :  Lokomotive Leipzig
- 1961-1962 :  Turbine Erfurt
- 1962-1967 :  Lokomotive Leipzig
- 1967-1973 :  FC Rot-Weiss Erfurt

### En tant qu'entraîneur
- SC 1903 Weimar
- FC Wartburgstadt Eisenach
- SV Arnstadt Rudisleben
- FSV Wacker 03 Gotha
- Post Erfurt

## Palmarès
- Championnat de RDA de football D2

- - Champion en 1972
- Championnat de RDA de football
  - Vice-champion en 1967
- International football cup
  - Vainqueur en 1966
  - Finaliste en 1965
- Coupe d'Allemagne de l'Est de football
  - Finaliste en 1964
- Jeux olympiques
  - Médaille de bronze en 1964
- Footballeur est-allemand de l'année
  - Récompensé en 1965